# Джек Фергюсон Эворд
Джек Фергюсон Эворд (англ. Jack Ferguson Award) — приз, который присуждается каждый год первому номеру драфта Хоккейной лиги Онтарио (OHL). Трофей назван в честь Джека Фергюсона, бывшего директора Центральной службы скаутов OHL.

## Победители
Выделены игроки выбранные под первым номером на драфте НХЛ.
- 2024 Итан Белчец, Уинсор Спитфайрз
- 2023 Мэттью Шефер, Эри Оттерз
- 2022 Микаэль Миса, Сагино Спирит
- 2021 Квентин Масти, Садбери Вулвз
- 2020 Тай Нельсон, Норт-Бэй Батталион
- 2019 Шейн Райт, Кингстон Фронтенакс
- 2018 Куинтон Байфилд, Садбери Вулвз
- 2017 Райан Сузуки, Барри Кольтс
- 2016 Райан Меркли, Гелф Шторм
- 2015 Давид Левин, Садбери Вулвз
- 2014 Джейкоб Чикран, Сарния Стинг
- 2013 Трэвис Конекни, Оттава Сиксти Севенс
- 2012 Коннор МакДэвид, Эри Оттерз
- 2011 Аарон Экблад, Барри Кольтс
- 2010 Алекс Гальченюк, Сарния Стинг
- 2009 Дэниэл Катеначчи, Су-Сент-Мари Грейхаундз
- 2008 Джон МакФарлэнд, Садбери Вулвз
- 2007 Райан О’Райли, Эри Оттерз
- 2006 Стивен Стэмкос, Сарния Стинг
- 2005 Джон Таварес, Ошава Дженералз
- 2004 Джон Хьюз, Бельвиль Буллз
- 2003 Патрик МакНилл, Сагино Спирит
- 2002 Роб Шремп, Миссиссога АйсДогс
- 2001 Патрик О’Салливан, Миссиссога АйсДогс
- 2000 Патрик Джарретт, Миссиссога АйсДогс
- 1999 Джейсон Спецца, Миссиссога АйсДогс
- 1998 Джэй Харрисон, Брамптон Батталион
- 1997 Чарли Стивенс, Торонто Сент-Майклс Мэйджорс
- 1996 Рико Фата, Лондон Найтс
- 1995 Дэниэл Ткачук, Барри Кольтс
- 1994 Джефф Браун, Сарния Стинг
- 1993 Алин МакКоли, Оттава Сиксти Севенс
- 1992 Джефф О’Нил, Гелф Шторм
- 1991 Тодд Харви, Детройт Компьюуэйр Амбассадорс
- 1990 Пэт Пик, Детройт Компьюуэйр Амбассадорс
- 1989 Эрик Линдрос, Су-Сент-Мари Грейхаундз
- 1988 Дрейк Береховски, Кингстон Райдерс
- 1987 Джон Уньяк, Садбери Вулвз
- 1986 Трой Маллетт, Су-Сент-Мари Грейхаундз
- 1985 Брайан Фогарти, Кингстон Канадиенс
- 1984 Дэйв Мойлан, Садбери Вулвз
- 1983 Тревор Стинбург, Гелф Платерс
- 1982 Кирк Мюллер, Гелф Платерс
- 1981 Дэн Куинн, Бельвиль Буллз